# Затон (Котласький район)
Затон (рос. Затон) — присілок в Котлаському районі Архангельської області Російської Федерації.
Населення становить 1 особу. Входить до складу муніципального утворення Котласький муніципальний округ.

## Історія
До 2022 року входило до складу муніципального утворення Черемуське поселення.

## Населення
| 2002 | 2010 | 2012 |
| ---- | ---- | ---- |
| 4    | ↗5   | ↘1   |